# آل بارو: مقاتلو الحرية
آل بارو: مقاتلو الحرية (بالإنجليزية: Barrows: Freedom Fighter)‏ هو فيلم وثائقي بربادوسي صُور سنة 2016 وأخرجته مارسيا ويكز. يُركز الوثائقي على حيثيات استقلال باربادوس عن المملكة المتحدة في 30 نوفمبر 1966.
حاز الفيلم سنة 2018 على جائزة الأكاديمية الأفريقية للأفلام لأفضل فيلم وثائقي بالنسبة للشتات في إطار حفل توزيع جوائز الأكاديمية الأفريقية للأفلام الرابع عشر.

## ملخص الفيلم
يعرض الفيلم الأحداث التي أدت إلى حصول باربادوس على استقلالها في 30 نوفمبر 1966، بعد أكثر من 300 عام من الاستعمار البريطاني.

## طاقم التمثيل
- ليزا أرينديل كارولين بارو.
- شون فيلد في دور السيد. براثويت.
- إريك هولدر في دور الراوي.
- أدريان هولمز إيرول بارو.
- روبرت كريستوفر رايلي جين هولدر.
- ناديا سارموفا في دور مُوظفة في البنك.